# Хащівський Василь Михайлович
Хащівський Василь Михайлович (псевдо: Марко, Рубань 1924, с. Хащів, Турківський район, Львівська область — 1 липня 1951, біля гори Яйко-Ілемське, Долинський район Івано-Франківська область) — український військовик, лицар Срібного хреста бойової заслуги УПА 1 класу.

## Життєпис

Місце загибелі Василя Хащівського та підполковника Степана Фрасуляка біля гори Яйко-Ілемське

Член ОУН (1942), станичний с. Хащів (1943).
Навесні 1943 р. зголосився до дивізії «Галичина», проте був скерований на службу в німецьку поліцію на Закерзонні.
Стрілець куреня УНС «ім. Кривоноса» (осінь 1943—1944), сотні «Булави», а відтак сотні «Басейн» (1944—1946). Навесні 1946 р. переведений до збройного підпілля ОУН — командир СКВ, а відтак кущовий провідник.
З осені 1947 р. знову в УПА — ройовий, а згодом командир чоти (пвд 476) сотні «Басейн» (вд 91). 20 травня 1948 року чота у складі 25 вояків під його командуванням здійснили вдалу засідку поблизу села Нанчілка Велика Стрілківського районну Дрогобицької області. Розстріляли вантажний автомобіль 18-го стрілецького полку Внутрішніх військ МДБ, в результаті 8 осіб, в тому числі заступник командира 4 роти 18 полку ВВ МДБ старший лейтенант Корнєєв , капітан медслужби та 6 солдатів Внутрішніх військ МДБ.
Влітку 1948 р., після розформування сотні скерований у теренову сітку — кущовий провідник, комендант боївки СБ Турківського надрайонного проводу ОУН (08.1949).

### Кур'єр УПА та ЗП УГВР
У вересні 1949 р. — у складі кур'єрської групи Степана Стебельського — «Хріна» вирушив на Захід і в листопаді того ж року прибув в американську зону окупації Німеччини. Курсант американської розвідувальної школи в Західній Німеччині (1950-05.1951).
20.05.1951 р. у складі кур'єрської групи ЗП УГВР під керівництвом Василя Охримовича — «Грузина» десантувався в Україні в районі гори Шибела у Сколівському р-ні на Львівщині, доставивши організаційну пошту та радіоапаратуру до Проводу ОУН в Україні. Загинув у криївці під час облави.
За роки діяльності в УПА та збройному підпіллі ОУН чотири рази був поранений. Старший вістун (?), булавний (?), старший булавний (?) УПА.

## Нагороди
- Згідно з Постановою УГВР від 20.07.1950 р. і Наказом Головного військового штабу УПА ч. 1/50 від 28.07.1950 р. старший булавний УПА, кур'єр проводу ОУН Василь Хащівський — «Рубань» нагороджений Срібним хрестом бойової заслуги УПА 1 класу.

## Вшанування пам'яті
- 29.01.2018 р. від імені Координаційної ради з вшанування пам'яті нагороджених Лицарів ОУН і УПА у м. Старий Самбір Львівської обл. Срібний хрест бойової заслуги УПА 1 класу (№ 022) переданий Ігору Гомзяку, директорові видавництва "Літопис УПА".